# Kay Thompson
Kay Thompson, pseudonimo di Catherine Louise Fink (St. Louis, 9 novembre 1909 – Manhattan, 2 luglio 1998), è stata una scrittrice, cantautrice, ballerina e attrice statunitense.
È conosciuta principalmente per essere la creatrice della collana di libri per bambini Eloise e per aver interpretato il ruolo di Maggie Prescott nel film Cenerentola a Parigi.

## Biografia

### Infanzia
Kay Thompson nacque nel 1909 a St. Louis, nel Missouri. Figlia di Leo George Fink (1874-1939),  ebreo-austriaco e gioielliere di professione, e Harriet Adelaide "Hattie" Tetrick (morta nel 1954), di nazionalità americana. Catherine Louise nacque come seconda di quattro figli della famiglia Fink: Blanche Margaret Hurd (1907-2002), George "Bud" Fink, Jr. (1911-1952) e Marian Antoinette Doenges (1912-1960). I genitori di Thompson si sposarono il 29 novembre 1905 a East St. Louis, nell'Illinois.

### Radio
Thompson iniziò la sua carriera negli anni '30 come cantante e direttrice di coro per la radio. La sua prima grande esibizione la vide nel ruolo di cantante "regolare" nello spettacolo di Bing Crosby Woodbury Show, della Bing Crosby Entertains (CBS, 1933-34), ruolo che la portò ad avere un regolare spot su The Fred Waring-Ford Dealers Show (NBC, 1934-35). Successivamente, con il conduttore Lennie Hayton, co-fondò The Lucky Strike Hit Parade (CBS, 1935) dove incontrò il trombonista Jack Jenney, che divenne poi suo marito. Thompson e Her Rhythm Singers si unirono ad André Kostelanetz e alla sua orchestra per la serie di successo The Chesterfield Radio Program (CBS, 1936), seguita da It's Chesterfield Time (CBS, 1937) per il quale Thompson e il suo grande coro erano in coppia con Hal Kemp e His Orchestra.
Per il suo debutto cinematografico, Thompson e il suo coro hanno eseguito due canzoni nel musical Merry's Go Round della Repubblic Pictures (1937). Nel 1939, si riunì con André Kostelanetz per Tune-Up Time (CBS), uno spettacolo prodotto dalla leggenda della radio William Spier (che in seguito sposò Thompson nel 1942). In una puntata di Tune-Up Time, nell'aprile 1939, fu ospite la sedicenne Judy Garland. In quell'occasione Thompson incontrò e lavorò per la prima volta con Garland, sviluppando una stretta amicizia e un'associazione professionale che durò il resto della vita di Garland.

### Hollywood
Nel 1943 Thompson firmò un contratto in esclusiva con MGM per diventare arrangiatrice, allenatrice vocale e direttrice corale dello studio. Fu allenatrice vocale per Judy Garland, Lena Horne, Frank Sinatra e June Allyson. Come arrangiatrice vocale lavorò con Arthur Freed e per alcuni musical come Ziegfeld Follies (1946), The Harvey Girls (1946), Till the Clouds Roll By (1946), Good News (1947) e The Pirate (1948).
In campo cinematografico, il suo ruolo di rilievo è quello della redattrice di moda Maggie Prescott nel musical Funny Face (1957). Riunitasi con i colleghi di MGM, produttore e compositore Roger Edens e regista Stanley Donen, Thompson si è guadagnata l'elogio critico per la sua svolta stilistica, come editrice, basata sulla vera vita di Harper's Bazaar, Diana Vreeland, aprendo il film con il suo stacchetto "Pensa in rosa!" ed eseguendo duetti con Astaire e Hepburn.
In un'intervista rilasciata il 6 dicembre 2006 su Turner Classic Movies, Donen ha detto che Funny Face è stato realizzato in Paramount con un gruppo di MGM, tra cui Donen, Edens e Thompson, perché la Paramount Pictures non ha rilasciato Hepburn per nessun film tranne uno fatto alla Paramount. Thompson recitò solo in un lungometraggio negli anni Settanta: "Tell Me That You Love Me, Junie Moon", perché, secondo la sua mentore Liza Minnelli, Thompson non amava la lentezza della produzione cinematografica.

### Night Club
Thompson lasciò la MGM nel 1947 dopo aver lavorato a "The Pirate" per creare la rappresentazione per night club "Kay Thompson and the Williams Brothers", con i quattro Williams come suoi cantanti e ballerini di riserva. Appena debuttato a Las Vegas nel 1947 fu subito un successo. Nel giro di un anno, è stata la rappresentazione per night club più pagata al mondo, battendo record ovunque si presentasse. Lei scrisse le canzoni mentre Robert Alton fu l'autore della coreografia originale per la rappresentazione.

### Eloise
Thompson, che viveva al Plaza Hotel di New York, è diventata la famosa autrice della serie "Eloise" di libri per bambini. Liza Minnelli, figlia di Judy Garland e del regista Vincente Minnelli, Thompson ha risposto: "Sono Eloise". I quattro libri della serie, illustrati da Hilary Knight, sono Eloise (Simon & Schuster, 1955), Eloise a Parigi (Simon & Schuster, 1957), Eloise a Christmastime (Random House, 1958) e Eloise a Mosca (Simon & Schuster, 1959). Seguono le avventure di una precoce bambina di sei anni che vive al Plaza. Tutti erano bestseller al momento del rilascio e sono stati adattati in progetti televisivi. Thompson ha composto ed eseguito una canzone di successo: "Eloise" (Cadence Records, 1956).
Un quinto libro, Eloise Takes a Bawth, è stato pubblicato postumo da Simon & Schuster nel 2002, selezionato dai manoscritti originali di Thompson, una volta pubblicati per la pubblicazione di Harper & Row del 1964. tuttavia, nel 1964 Thompson fu bruciato su Eloise; ha bloccato la pubblicazione e ha esaurito tutti i libri tranne il primo.

### Dischi
Come cantante, Thompson ha fatto pochissimi dischi, iniziando da una parte, "Prendi un numero da uno a dieci", in una sessione del 1934 della band di Tom Coakley. Nel 1935, registrò quattro parti per Brunswick ("You Hit The Spot", "You Let Me Down", "Do not Mention Love To Me" e "Out of Sight, Out of Mind"), e altri quattro lati per Victor. Le 4 parti di Brunswick sono esempi eccellenti del sofisticato canto cabarettistico di New York degli anni '30. In seguito ha registrato per Capitol, Columbia, Decca e, per la MGM Records, che ha pubblicato il suo unico album completo di canzoni, nel 1954. Nel febbraio del 1956, Thompson scrisse e registrò la canzone "Eloise". La canzone debuttò il 10 marzo 1956 e divenne un successo nella Top 40, vendendo oltre 100 000 copie.
Durante gli anni '50 e l'inizio degli anni '60, Thompson ha guidato la carriera solista del giovane Andy Williams. Ha reso un piacere diventare un posto fisso nella nuova serie della NBC-TV, The Tonight Show, ospitata da Steve Allen. Archie Bleyer per aggiungere Williams al roster di artisti sulla sua etichetta Cadence Records, dove ha scritto molte delle canzoni che ha registrato, tra cui il film Top 20 del 1958 "Promise Me, Love". È stato nel suo libro del 2009, Moon River e Me (Viking Press), che lui e Thompson erano stati considerati segreti per diversi anni, nonostante il divario di età tra loro. In seguito ha registrato un album di parole per Signature Records, Parliamo di Russia, che ha indicato le sue avventure a Mosca. La firma ha pubblicato una sola delle due canzoni di Thompson, "Dasvidanya" e "Moscow Cha Cha". Ha servito come consulente per la serie televisiva del 1957 di Patti Page, The Big Record.
Thompson si teneva occupato con discoteche e spettacoli televisivi, oltre a supervisionare la sua serie di successo "Eloise". Tornò a vivere a New York nel 1969. Immediatamente dopo la morte di Judy Garland nel 1969, Thompson apparve con la figlioccia di Liza Minnelli nel film Tell Me That You Love Me, Junie Moon (1970). Nel 1974, Thompson dirige una sfilata di moda al Palazzo di Versailles, con una performance di Minnelli e le collezioni di Halston, Bill Blass, Oscar de la Renta e Anne Klein.

### Morte
Alla fine Thompson si trasferì nell'attico di Minnelli nell'Upper East Side. Il 2 luglio 1998 fu trovata incosciente sul letto e trasportata d'urgenza al Lenox Hill Hospital, dove fu ufficialmente dichiarata morta, all'età di 88 anni. Il suo corpo è stato cremato e le ceneri sono state consegnate alla sorella Blanche Hurd, di Woodland Hills, California. Nel 2007 Julie Hurd Szende ha confermato che le ceneri di sua zia erano ancora in suo possesso.

## Vita privata
Thompson è stata sposata due volte. Il primo marito fu Jack Jenney, trombettista e bandito, che sposò nel 1937 e da cui divorziò nel 1939. Il secondo fu William Spier, produttore radiofonico, sposato nel 1942 e da cui divorziò nel 1947.
Dopo il secondo matrimonio fallito, Thompson iniziò una relazione segreta con Andy Williams (che aveva metà dei suoi anni) dal 1947 al 1962. Nel dicembre del 1961 Williams sposò Claudine Longet. Thompson si trasferì a Roma e non si risposò mai.

## Filmografia

### Cinema
- Preferisco la vacca (The Kid from Brooklyn), regia di Norman Z. McLeod (1946)
- Cenerentola a Parigi (Funny Face), regia di Stanley Donen (1957)
- Dimmi che mi ami, Junie Moon (Tell Me That You Love Me, Junie Moon), regia di Otto Preminger (1970)

### Televisione
- The Dick Powell Show – serie TV, episodio 1x01 (1961)